# Cliff Allison
Henry Clifford Allison (Brough, Westmorland, Inglaterra, Reino Unido; 8 de febrero de 1932-Brough, Cumbria, Inglaterra, Reino Unido; 7 de abril de 2005), más conocido como Cliff Allison, fue un piloto de automovilismo británico que participó en la Fórmula 1 durante las temporadas de 1958 a 1961 en las escuderías Lotus, Scuderia Centro Sud, Ferrari y UDT Laystall. Sufrió un grave accidente durante los entrenamientos del Gran Premio de Mónaco de 1960, mientras pilotaba para Ferrari, del que tardó el resto de la temporada en recuperarse. 
Al año siguiente sufrió otro accidente al reventarle una rueda de su Lotus 18 en el que se rompió las piernas, marcando el final de su carrera. Se mantuvo en contacto con el deporte a través de reuniones y siempre fue uno de los visitantes más populares en el paddock.

## Resultados

### Fórmula 1
(Clave) (negrita indica pole position) (cursiva indica vuelta rápida)

| Año         | Escudería                | 1       | 2       | 3       | 4   | 5     | 6       | 7       | 8      | 9       | 10    | 11     | Pos. | Puntos |
| ----------- | ------------------------ | ------- | ------- | ------- | --- | ----- | ------- | ------- | ------ | ------- | ----- | ------ | ---- | ------ |
| 1958        | Team Lotus               | ARG     | MON 6   | NED 6   | 500 | BEL 4 | FRA Ret | GBR Ret | GER 10 |         | ITA 7 | MAR 10 | 18.º | 3      |
| 1958        | Scuderia Centro Sud      |         |         |         |     |       |         |         |        | POR Ret |       |        | 18.º | 3      |
| 1959        | Scuderia Ferrari         | MON Ret | 500     | NED 9   | FRA | GBR   | GER Ret | POR     | ITA 5  | USA Ret |       |        | 17.º | 2      |
| 1960        | Scuderia Ferrari         | ARG 2   | MON DNQ | 500     | NED | BEL   | FRA     | GBR     | POR    | ITA     | USA   |        | 12.º | 6      |
| 1961        | UDT-Laystall Racing Team | MON 8   | NED     | BEL DNS | FRA | GBR   | GER     | ITA     | USA    |         |       |        | NC   | 0      |
| Referencia: |                          |         |         |         |     |       |         |         |        |         |       |        |      |        |